# Christoph Erhard von Bibra
Državni baron Christoph Erhard von Bibra, nemški general, * 15. maj 1656, † 28. januar 1706.
Dosegel je čin Generalfeldwachtmeistra Svetega rimskega cesarstva in Generalfeldmarschallleutnanta Škofije Mainz.

## Družinsko življenje
Christoph Erhard von Bibra je izhajal iz turingijsko-frankonske rodbine Bibra. Poročil se je z Juliano Salome von Buttlar 29. novembra 1679 in nato s Christino Rüdt von Collenberg (1667-1742).

## Vojaštvo
Kot poveljnik Bibrove brigade je sodeloval v bitki za Blenheim.